# قوانين تاونسند

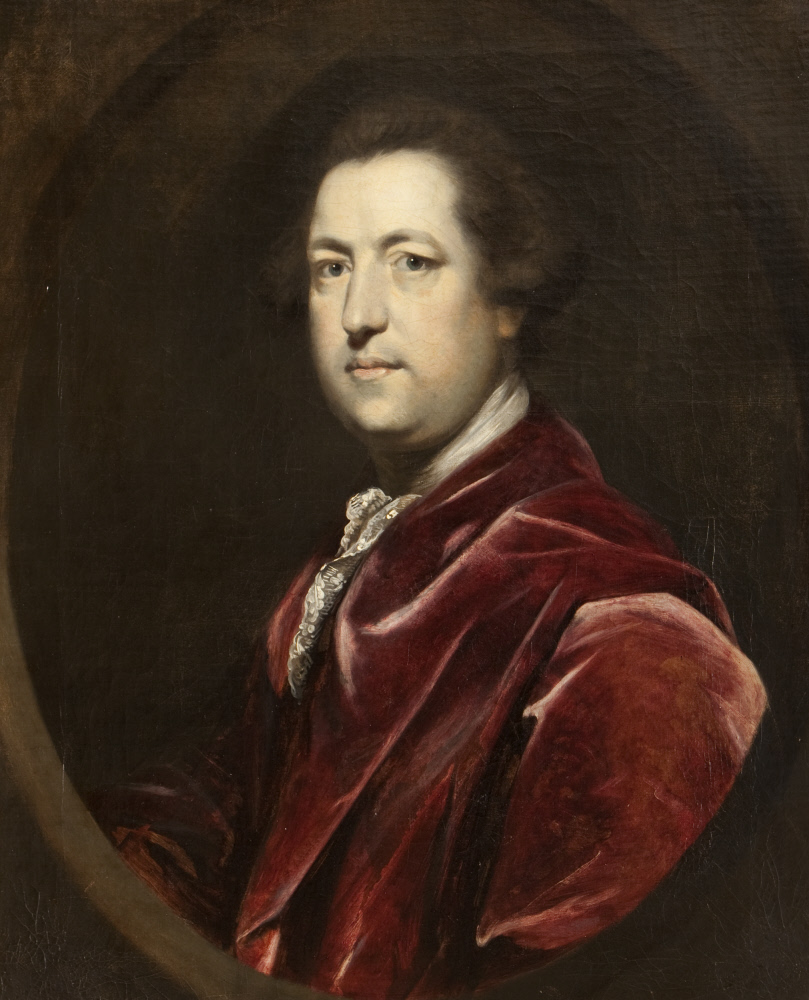
تزعم تشارلز تاونسند القوانين، لكنه توفي قبل أن تتضح نتائجها الكارثية.

قوانين تاونسند أو أحكام تاونسند (بالإنجليزية: Townshend Acts أو Townshend Committees) هي سلسلة من القوانين البرلمانية البريطانية التي تم إقرارها خلال عامي 1767 و1768 والتي أدخلت سلسلة من الضرائب واللوائح لتمويل إدارة المستعمرات البريطانية في أمريكا. سميت القوانين على اسم مستشار الخزانة الذي اقترح البرنامج. يختلف المؤرخون حول الأفعال التي يشملونها تحت عنوان «قوانين تاونسند»، لكن غالبًا ما يتم سرد خمسة منها:
- قانون نيويورك للتقييد في 5 يونيو عام 1767
- قانون الإيرادات 1767 في 26 يونيو عام 1767
- قانون التعويض 1767 في 29 يونيو عام 1767
- قانون مفوضي الجمارك 1767 في 29 يونيو عام 1767
- قانون محكمة الأميرالية 1768 في 6 يويو 1768

الأهداف من هذه الأحكام:
- زيادة الإيرادات في المستعمرات لدفع رواتب الحكام والقضاة بهدف إبقائهم كمواليين لبريطانيا العظمى.
- إنشاء وسائل أكثر فعالية لفرض الامتثال للوائح التجارة.
- معاقية مقاطعة نيويورك لعدم امتثالها لقانون الإيواء لعام 1765.
- إنشاء سابقة أن البرلمان البريطاني كان لديه الحق في فرض ضرائب على المستعمرات.[3]

واجهت قوانين تاونسند مقاومة شديدة في المستعمرات ونوقشت المعارضة العامة لها على نطاق واسع بين الناشرين والطابعين الأمريكيين الأوائل. أصبح معارضو القوانين عنيفين تدريجيًا، ما أدى إلى حدوث مذبحة بوسطن عام 1770. فرضت القوانين ضريبة غير مباشرة على الزجاج والرصاص والدهانات والورق والشاي، والتي كان لا بد من استيرادها جميعًا من بريطانيا. اعتُبر هذا الشكل من توليد الإيرادات ردًا لتاونسند على فشل قانون الطابع 1765، الذي قدم الشكل الأول من الضرائب المباشرة المفروضة على المستعمرات. ومع ذلك، ثبت أن رسوم الاستيراد مثيرة للجدل بالمثل. تم التعبير عن السخط الاستعماري على القوانين في مقالة جون ديكنسون رسائل من مزارع في ولاية بنسلفانيا وأيضًا في رسالة ماساتشوستس الدورية. بدأت الاحتجاجات بشكل واسع النطاق ورفضت المدن الساحلية الأمريكية استيراد البضائع البريطانية، لذلك بدأ البرلمان في إلغاء رسوم تاونسند جزئيًا. في مارس عام 1770، أُلغيت معظم الضرائب من قوانين تاونسند من قِبَل البرلمان في عهد فريدريك نورث. ومع ذلك، تم الاحتفاظ برسوم الاستيراد على الشاي من أجل إثبات أن البرلمان يملك السلطة السيادية لفرض ضرائب على مستعمراته وفقًا للقانون الإعلاني 1766. واصلت الحكومة البريطانية فرض ضرائبها على المستعمرات الأمريكية تحت شعار «لا ضريبة بدون تمثيل». أثار الاستياء الأمريكي والمسؤولون البريطانيون الفاسدون والتطبيق التعسفي هجمات استعمارية على السفن البريطانية بما في ذلك قضية غاسبي عام 1772. تم فرض ضرائب قوانين تاونسند على الشاي المستورد مرة أخرى بموجب قانون الشاي لعام 1773، ما أدى إلى حادثة حفلة شاي بوسطن في عام 1773 إذ قام أهالي بوسطن بتدمير شحنة كبيرة من الشاي الخاضع للضريبة. ردَّ البرلمان بعقوبات شديدة ضمن سلسلة قوانين لا تطاق 1774. قامت المستعمرات الثلاثة عشر بتدريب وحدات الميليشيات الخاصة بها واندلعت الحرب أخيرًا في ليكسينغتون وكونكورد في أبريل عام 1775، ما أدى إلى نشوب الثورة الأمريكية.

## الخلفية
بعد حرب السنوات السبع (1756-1763) غرقت الحكومة البريطانية بالديون. ولدفع جزء صغير من تكاليف الإمبراطورية الموسعة حديثًا، قرر برلمان بريطانيا العظمى فرض ضرائب جديدة على مستعمرات أمريكا البريطانية. في السابق، من خلال قوانين التجارة والملاحة، استخدم البرلمان الضرائب لتنظيم تجارة الإمبراطورية. لكن مع قانون السكر لعام 1764، سعى البرلمان، لأول مرة، إلى فرض ضرائب على المستعمرات لغرض محدد هو زيادة الإيرادات. جادل المستعمرون الأمريكيون بأن ثمة قضايا دستورية أخرى متضمنة.
زعم الأمريكيون أنهم غير ممثلين في البرلمان، لكن الحكومة البريطانية ردت بأن لديهم «تمثيلًا فعليًا» وهو مفهوم رفضه الأمريكيون. أصبحت هذه القضية، التي نوقشت لفترة وجيزة فقط بعد قانون السكر، نقطة خلاف رئيسية بعد إقرار البرلمان لقانون الطوابع 1765. أثبت قانون الطوابع أنه لا يحظى بشعبية كبيرة في المستعمرات، ما ساهم في إلغائه في العام التالي إلى جانب الفشل في جمع إيرادات كبيرة.
عُدَّ النزاع الضمني في قانون الطوابع مسألة أساسية أكثر من الضرائب والتمثيل: مسألة مدى سلطة البرلمان في المستعمرات. قدم البرلمان إجابته على هذا السؤال عندما ألغى قانون الطابع في عام 1766 من خلال تمرير قانون التصريح في نفس الوقت، والذي أعلن أنه يمكن للبرلمان سن تشريعات للمستعمرات «في جميع الحالات مهما كانت».

## قوانين تاونسند الخمسة

### قانون نيويورك للتقييد 1767
كان هذا هو الأول من بين خمسة قوانين الذي تم تمريره في 5 يونيو عام 1767. منع كل من جمعية نيويورك والحاكم تمرير أي مشاريع قوانين جديدة حتى الامتثال لقانون الإيواء 1765. يتطلب هذا القانون من نيويورك توفير السكن والغذاء والإمدادات للقوات البريطانية المتمركزة هناك للدفاع عن المستعمرة. قاومت نيويورك قانون الإيواء قائلة إنهم يخضعون للضريبة، لكن ليس لديهم تمثيل مباشر في البرلمان. علاوةً على ذلك، لم تكن نيويورك تعتقد أن هناك حاجة إلى جنود بريطانيين بعد الآن إذ كانت الحرب الفرنسية الهندية قد انتهت. قبل تنفيذ القانون، وافقت نيويورك، على مضض، على توفير بعض احتياجات الجنود لذلك لم يتم تنفيذه أبدًا.

### قانون الإيرادات 1767
كان هذا هو الثاني من بين خمسة قوانين الذي تم تمريره في 26 يونيو عام 1767. فرضت ضرائب على الزجاج والرصاص وألوان الرسم والورق والشاي. منح مسؤولي الجمارك سلطة واسعة لفرض الضرائب ومعاقبة المهربين من خلال استخدام «أوامر المساعدة»، وهي أوامر عامة يمكن استخدامها لتفتيش الممتلكات الخاصة عن البضائع المهربة. كان هناك رد فعل غاضب من المستعمرين، الذين اعتبروا الضرائب تهديدًا لحقوقهم كرعايا بريطانيين. كان استخدام أوامر المساعدة مثيرًا للجدل إلى حد كبير لأن الحق في أن يكون آمنًا في الممتلكات الخاصة كان حقًا راسخًا في بريطانيا.

### قانون التعويض 1767
كان هذا القانون هو القانون الثالث (المشترك) الذي صدر في 29 يونيو عام 1767 في نفس يوم قانون مفوضي الجمارك. يعني «التعويض» «الأمن أو الحماية من الخسارة أو العبء المالي الآخر». خفّض قانون التعويض لعام 1767 الضرائب على شركة الهند الشرقية البريطانية عند استيراد الشاي إلى إنجلترا. سمح لهم ذلك بإعادة تصدير الشاي إلى المستعمرات بتكلفة أقل وإعادة بيعه للمستعمرين. حتى هذا الوقت، كان لا بد من شحن جميع العناصر إلى إنجلترا أولًا من أي مكان تم صنعها ثم إعادة تصديرها إلى وجهتها بما في ذلك المستعمرات. تبع ذلك مبدأ التجارية في إنجلترا، ما يعني أن المستعمرات اضطرت إلى التجارة فقط مع إنجلترا.
كانت شركة الهند الشرقية البريطانية واحدة من أكبر الشركات في إنجلترا لكنها كانت على وشك الانهيار بسبب الشاي الهولندي المهرب الأرخص بكثير. كان جزء من الغرض من سلسلة قوانين تاونسند بأكملها هو إنقاذ الشركة من الانهيار. وبما أن تهريب الشاي أصبح ممارسة شائعة وناجحة، أدرك البرلمان مدى صعوبة فرض ضرائب على الشاي. ينصّ القانون على أنه لن يتم فرض المزيد من الضرائب على الشاي، ما يجعل تكلفة شاي شركة الهند الشرقية أقل من الشاي الذي يتم تهريبه عبر هولندا. كان هذا حافزًا للمستعمرين لشراء الشاي من شركة الهند الشرقية.